# Первой по росе прошла красавица
Первой по росе прошла красавица (1979) — короткометражная киноновелла по мотивам рассказа В.Кобликова «Баюн-трава».

## Сюжет
О двух днях заехавшего в деревню ученого-энтомолога и вдовы средних лет Насти, у которой он остановился на постой.

## Актёры
Людмила Дмитриева, Фома Воронецкий, Тамара Муженко, Юрий Баталов, Юрий Сидоров, Аня Новодворская, Дмитрий Галицкий

## Критик
Фильм — кинодебют оператора Владимира Спорышкова — мастера создания «особенной атмосферы, которая предельно осязаема и чувствуема», так по мнению кинокритика Людмилы Саенковой в фильме главными стали не столько отношения героев « сколько очарование среды, дыхание природы. Сюжет как будто отступил перед акварельной светописью эпизодов».